# DGCR14
DGCR14‏ (Ess-2 splicing factor homolog) هوَ بروتين يُشَفر بواسطة جين DGCR14 في الإنسان.